# Moose River
Moose River è un comune degli Stati Uniti d'America, situato nello stato del Maine, nella contea di Somerset.